# Гармус, Бонни
Бонни Джин Гармус (англ. Bonnie Garmus; род. 1957, Риверсайд, Калифорния) — американская писательница и копирайтер.

## Биография
Гармус родилась в Сиэтле. Получила степень бакалавра в области креативного письма/эстетических исследований в Калифорнийском университете в Санта-Крузе. Работала копирайтером и креативным директором в США, а также жила в Швейцарии и Колумбии. В настоящее время проживает в Великобритании.
В апреле 2022 года был опубликован её дебютный роман «Уроки химии». The Guardian отметила его «отточенный, забавный, заставляющий задуматься сюжет… трудно поверить, что это дебют». The New York Times прокомментировала его «занимательные подсюжеты и остроумные диалоги». Олимпия Мамула Штайнер, профессор химии, высоко оценила книгу: «Как только вы начнёте, вам будет трудно оторваться от книги, как только вы закончите главу, вы сразу же захотите прочитать следующую, это почти привыкание».
По состоянию на ноябрь 2023 года «Уроки химии» были проданы в 42 странах, а на Apple TV+ вышла телевизионная адаптация с Бри Ларсон в главной роли. Éditions Robert Laffont опубликовало французский перевод в мае 2022 года под названием La Brillante destinée d’Elizabeth Zott. Среди наград, полученных Гармус, — «Автор года 2023» Британской книжной премии, «Автор года 2022» Waterstones, премия памяти Пола Тордея за первый роман автора старше 60 лет и Forbes Magazine's 50 over 50 Europe, Middle East And Africa 2024. Книга вошла в шорт-лист премии RSL Christopher Bland 2023 года.
Гармус увлекается плаванием на открытой воде и занимается греблей на соревнованиях.
В сентябре 2024 года муж Гармус, Дэвид Эрб, стал участником телеигы «Jeopardy!», а затем трехкратным чемпионом «Jeopardy!».

## Награды
- British Book Awards Author of the Year 2023[15]
- Waterstones Author of the Year 2022[10]
- Barnes & Noble Book of the Year 2022[16]
- ABIA (Australia) International Book of the Year 2023[17]
- The Queen’s Reading Room selection[18]
- Books Are My Bag Readers' Awards 2023: Breakthrough Author and Readers' Choice[19]